# 宮沢桃子
宮沢 桃子（みやざわ ももこ、1974年4月22日 - ）は、元東海テレビ放送のアナウンサー。千葉県千葉市出身、昭和学院秀英中学校・高等学校を経て、早稲田大学教育学部社会科地理歴史専修を卒業。1997年入社。2022年3月退社。

## 人物・エピソード
- 苗字は正しくは宮澤であるが、入社後のごく初期以降は宮沢で通している。
- 中学校の社会、高校の歴史の教員免許を所持している。
- 1997年頃、東海テレビ製作の「ももこの小部屋・ユミコの個室」というサイトで、新人アナであった宮沢と今井由実子を取り上げた。
- 入社してまもなく、東海テレビの幼児教育番組「すくすくぽん!」内での使用曲「Let's Try! Go! Go! ～失敗なんて気にしない～」(馬飼野康二作・編曲)を同期の今井由実子とともに歌い、CDで販売もされた。宮沢が同局のアナウンサーと歌ったすくすくぽん!の関連曲CDは、のちにもう2枚発売された。
- 2004年8月には安藤優子が夏休みの間、フジテレビに出張し、代役としてスーパーニュース全国枠のメインキャスターを務めた。
- 2008年11月、前年の2007年12月に結婚していたことが報じられた。結婚については本人からの公表はない。
- 2013年4月1日、2011年8月に終了したぴーかんテレビ以来、約1年半ぶりの情報番組スイッチ!のMCに後輩の長島弘樹とともに就任。
- 2016年7月、自身のブログで第一子を妊娠(9ヶ月)中であることと8月から産休に入ることを発表。7月29日に「スイッチ!」を卒業(後任は恒川英里)。その後、男児を出産、42歳での初産となった。
- 2018年5月、約1年9ヶ月の産休、育休を経て職場復帰。
- 2022年4月1日、3月末で東海テレビを退社したことをInstagramで発表した[1]。退職後絵本専門士。

## 過去の出演番組
- FNN東海テレビスーパーニュース（2008年3月までは月 - 金。 - 2009年9月まで、2011年4月 - 2013年3月までは土）
- FNNスーパーニュース（2004年8月、全国枠メインキャスター）
- FNN東海テレビスピーク
- 中日新聞テレビ日曜夕刊（2008年4月6日 - 2009年9月、2011年4月 - 2013年3月）
- めざましテレビ全国中継
- 愛知県議会だより（ナレーション）
- ぴーかんテレビ 元気がいいね! (土)
- ドラゴンズHOTスタジオ
- めざましテレビ公認 わがまま!気まま!旅気分（初期作品に出演 BSフジでも放送）
- 村上佳菜子の週刊愛ちっち（ナレーション・2020年6月4日 -2020年9月 ）
- スイッチ!（司会）※2013年4月1日 -2016年7月29日
- 小堺&ルーの極上! とびっきリスト
- やっぱイチバン☆もっとパラダイス
- やっぱイチバン!東海テレビ
- お料理倶楽部 もぎたてキャッチ!
- 名古屋ニューアングル
- Live News days（ローカルパート・2018年5月7日 - ）
- ニュースOne（くらしOne）

## 関連人物
- 大塚範一 - めざましテレビ（当時）
- 小島奈津子 - めざましテレビ（当時）
- 中村昌秀 - スーパーニュースで共演
- 武田梨沙子 - 『わがまま!気まま!旅気分』で共演